# Oabius mercurialis
Oabius mercurialis är en mångfotingart som beskrevs av Chamberlin 1962. Oabius mercurialis ingår i släktet Oabius och familjen stenkrypare. Inga underarter finns listade i Catalogue of Life.